# Rascló bru
El rascló bru (Eulabeornis castaneoventris) és una espècie d'ocell de la família dels ràl·lids (Rallidae) i única espècie del gènere Eulabeornis. Habita els manglars de les illes Aru i de la costa nord d'Austràlia.